# Enrique Marcelo Honores
Enrique Marcelo Honores (Miramar, 8 de mayo de 1954) es un político argentino hijo de uno de los últimos caudillos de la Provincia de Buenos Aires, Albano Honores. Fue Intendente del Partido de General Alvarado por la Unión Cívica Radical en cuatro ocasiones. Es abogado titulado por la Universidad de Buenos Aires.
Su primer período como intendente fue desde 1983 a 1987, siendo reelecto por cuatro años más. En 1991 fue elegido diputado provincial por la Quinta Sección Electoral. En 1995 fue elegido intendente nuevamente, y en 1999 fue reelegido. En 2005 fue elegido senador provincial.
En febrero de 2015 habiéndose vencido el mandato del Defensor del Pueblo de la Provincia de Buenos Aires asume interinamente dicha posición atento su cargo de Secretario General de la Defensoría.
En 2023 presentó su precandidatura para Intendente del Partido de General Alvarado. En las primarias, superó a Joaquín Sánchez Charró con lo cual fue el candidato para jefe comunal por Juntos por el Cambio para las elecciones de General Alvarado de 2023, en las cuales fue derrotado por Sebastián Ianantuony de Unión por la Patria.

## Hermanos
Es el hijo mayor de Albano Honores, después le siguieron Susana y Cristina "Cope". Su hermana Susana, se postuló para Intendenta del Partido de General Alvarado en el año 2011 por la alianza Unión para el Desarrollo Social, que encabezaban la lista para Presidente y Vicepresidente de la Nación, Ricardo Alfonsín y Javier González Fraga y para la Provincia de Buenos Aires como candidato a Gobernador de la Provincia Francisco De Narvaez.

## Alma mater
Se recibió de Abogado en la Universidad de Buenos Aires.

## Último periodo
En el último periodo de su gestión como Intendente del Partido de General Alvarado, tuvo una gran muestra del poder que tenía la policía local en el partido y en casi toda la Provincia de Buenos Aires, ya que hubo un crimen macabro: el de Natalia Mariel Melmann. A Natalia la asesinaron, la secuestraron, la quemaron con cigarrillos, abusaron sexualmente de ella viva y muerta, la estrangularon y durante 4 días no encontraron el cadáver gracias a la inoperancia de la policía y parte del sector político. Debido a esto, perdió las siguientes elecciones por la Intendencia del Partido de General Alvarado.